# Fridlevstads församling
Fridlevstads församling är en församling i Blekinge kontrakt, Lunds stift och Karlskrona kommun. Församlingen utgör ett eget pastorat.
Församlingskyrkor är Fridlevstads kyrka, Sillhövda kyrka, Saleboda kapell och Tvings kyrka.

## Administrativ historik
Församlingen har sitt ursprung från medeltiden med en kyrka från omkring år 1200.
Ur församlingen utbröts 1 maj 1846 Sillhövda församling. Fram till 1846 bildade församlingen pastorat med Rödeby församling där Fridlevstad var moderförsamling, till vilket 1846 Sillhövda församling tillfördes.  Från 1 maj 1915 ingick bara Sillhövda församling i pastoratet dit sedan 1975 Tvings församling också fördes.
I församlingen uppgick 1 januari 2010 Sillhövda församling och Tvings församling.

## Series pastorum
| Ämbetstid | Namn                                  | Levnadstid | Övrigt |
| --------- | ------------------------------------- | ---------- | ------ |
| 1420      | Gunnar Jvarsson                       |            |        |
| 1554      | Håkan Bondesson                       |            |        |
| 1561      | Petrus Matheus                        |            |        |
| 1564      | Haagen Hanson                         |            |        |
| 1566      | Oluf Bentsson                         |            |        |
| 1571      | Oluf Nielsen                          |            |        |
| 1584-1612 | Hans Greerssön                        |            |        |
| 1612-1620 | Claus Hansen                          | -1620      |        |
| 1620-1654 | Michiel Hansen Coldin                 | -1654      |        |
| 1655-1659 | Niells Aagesön                        |            |        |
| 1660-1691 | Anders Bager                          | 1629-1691  |        |
| 1693-1695 | Mathias Coccius                       | -1695      |        |
| 1696-1713 | Carl Bohm                             | -1713      |        |
| 1713-1723 | Thomas Joungh                         | -1723      |        |
| 1724-1758 | Magnus Frodell                        | 1682-1758  |        |
| 1761-1766 | Peter Murbeck                         | 1708-1766  |        |
| 1770-1820 | Wilhelm Magnus Gyllenskepp            | 1740-1820  |        |
| 1820-1842 | Johan Georg Heerman                   | 1761-1842  |        |
| 1845-1864 | Johan Victor Hoflund                  | 1811-1879  |        |
| 1865-1887 | Gustaf Gottfrid Flyborg               | 1830-1900  |        |
| 1887-1913 | Otto Valfrid Hallbäck                 | 1841-1913  |        |
| 1913-1915 | Vakant                                |            |        |
| 1915-1918 | Gustav Adolf Svensson                 | 1876-1918  |        |
| 1920-1923 | Christian Viktor Kämpe Gleerup        | 1871-1923  |        |
| 1923-1958 | Gerhard Gustaf Fredrik von Wachenfelt | 1890-1977  |        |
| 1959-1960 | Börje Karl David Forsberg             | 1915-1960  |        |
| 1961-1967 | Erik Gustav Olén                      | 1902-1987  |        |
| 1967-1979 | Gustaf Robert Ramfjell                | 1912-1991  |        |
| 1979-1990 | Bengt Göran Torbjörn Werner           | 1938       |        |
| 1991-1993 | Thomas George Jacobsson               | 1948       |        |
| 1994-2001 | Gunnel Ann-Marie Olofsson             | 1939       |        |
| 2002-2011 | Oscar Andres Prieto Urzua             | 1945       |        |
| 2011-2016 | Ann-Louise Trulsson                   | 1966       |        |
| 2016-2019 | Göran Eckerdal                        | 1952       |        |
| 2019-2020 | Ulrika Persson                        |            |        |
| 2020-2024 | Joakim Persson                        | 1980       |        |
| 2025-     | Monica Nyman                          |            |        |

## Organister
|           | Oluf Pedersen         |           |
| 1824-1847 | Samuel Olsson         | 1791-1856 |
| 1838-1868 | Gustav Adolf Wejnhard | 1810-1874 |
| 1869-1888 | Peter Carlsson Melén  | 1838-1888 |
| 1890-     | Nathanel Gustafsson   | 1868-1951 |
| 1929-1946 | Erik Egelberg         | 1904-1953 |
| 1946-1963 | Lars Hansson          |           |
| 1964-1991 | Åke-Lennart Österberg | 1930-2013 |
| 1991-1995 | Elisabet Matisson     |           |
| 1995-1996 | Lena Sturevik         |           |
| 1996-2000 | Bo Zetterquist        |           |
| 2001-2010 | Rosita Andersson      |           |
| 2016-     | Lena Lilja            | 1960-     |
| 2020-     | Gunnel Henrysson      | 1964-     |